# Рассошина (приток Левой)
Рассошина (в среднем течении Поворотная, в верховьях — Юклыа) — река на полуострове Камчатка в России. Длина реки — около 72 км. Площадь водосборного бассейна насчитывает 845 км².
Начинается на восточном склоне горы Поперечная, течёт в восточном направлении по долине, поросшей берёзовым лесом. После впадения Нижней Юклыа меняет название на Поворотную, а ниже устья Куньмакучи — на Россошина. Впадает в реку Левая слева на расстоянии 8 км от её устья на высоте 69,3 метра над уровнем моря. Ширина реки в низовьях равна 31 метру, глубина — 1 м, дно твёрдое.

## Притоки
Объекты перечислены по порядку от устья к истоку.
- 16 км: Половинный
- 22 км: Куньманкуча
- 30 км: река без названия
- 44 км: Нижняя Юклыа
- 53 км: Верхняя Юклыа

## Водный реестр
По данным государственного водного реестра России относится к Анадыро-Колымскому бассейновому округу.
Код водного объекта — 19070000112120000016728.